# Матвійчук Богдан Олегович
Матвійчук Богдан Олегович (* 11 січня 1954, Львів) — український хірург, професор, завідувач кафедри хірургії ФПДО Львівського національного медичного університету імені Данила Галицького.

## Діяльність
1977 р. закінчив медичний факультет Львівського медичного інституту.
У 1977—1978 рр. працював хірургом-інтерном Львівської лікарні швидкої медичної допомоги, 1978—1981 рр. — хірургом Мостиської ЦРЛ Львівської області, у 1981—1983 рр. — клінічним ординатором кафедри хірургії педіатричного і стоматологічного факультетів Львівського медінституту.
Протягом 1983—1984 рр. — хірург Львівської лікарні швидкої допомоги, 1984—1987 рр. — асистент кафедри загальної хірургії педіатричного і стоматологічного факультетів.
У 1987—1993 рр. працює асистентом на кафедрі хірургії ФПДО Львівського медінституту, у 1993—1999 рр. — доцент цієї ж кафедри.

## Наукові здобутки
У 1986 р. став кандидатом медичних наук, а 1994 р. — доцентом.
2001 р. захистив докторську дисертацію на тему «Обструктивний рак ободової кишки як хірургічна та онкологічна проблема».
Б. О. Матвійчук є автором (співавтором) понад 180 наукових і навчально-методичних праць, у тому числі 4 авторських свідоцтв та 4 патентів України.